# Labropsis
Labropsis  es un género de peces de la familia de los Labridae y del orden de los Perciformes.

## Especies
De acuerdo con FishBase:
- Labropsis alleni Randall, 1981
- Labropsis australis Randall, 1981
- Labropsis manabei Schmidt, 1931
- Labropsis micronesica Randall, 1981
- Labropsis polynesica Randall, 1981
- Labropsis xanthonota Randall, 1981